# Гаффер

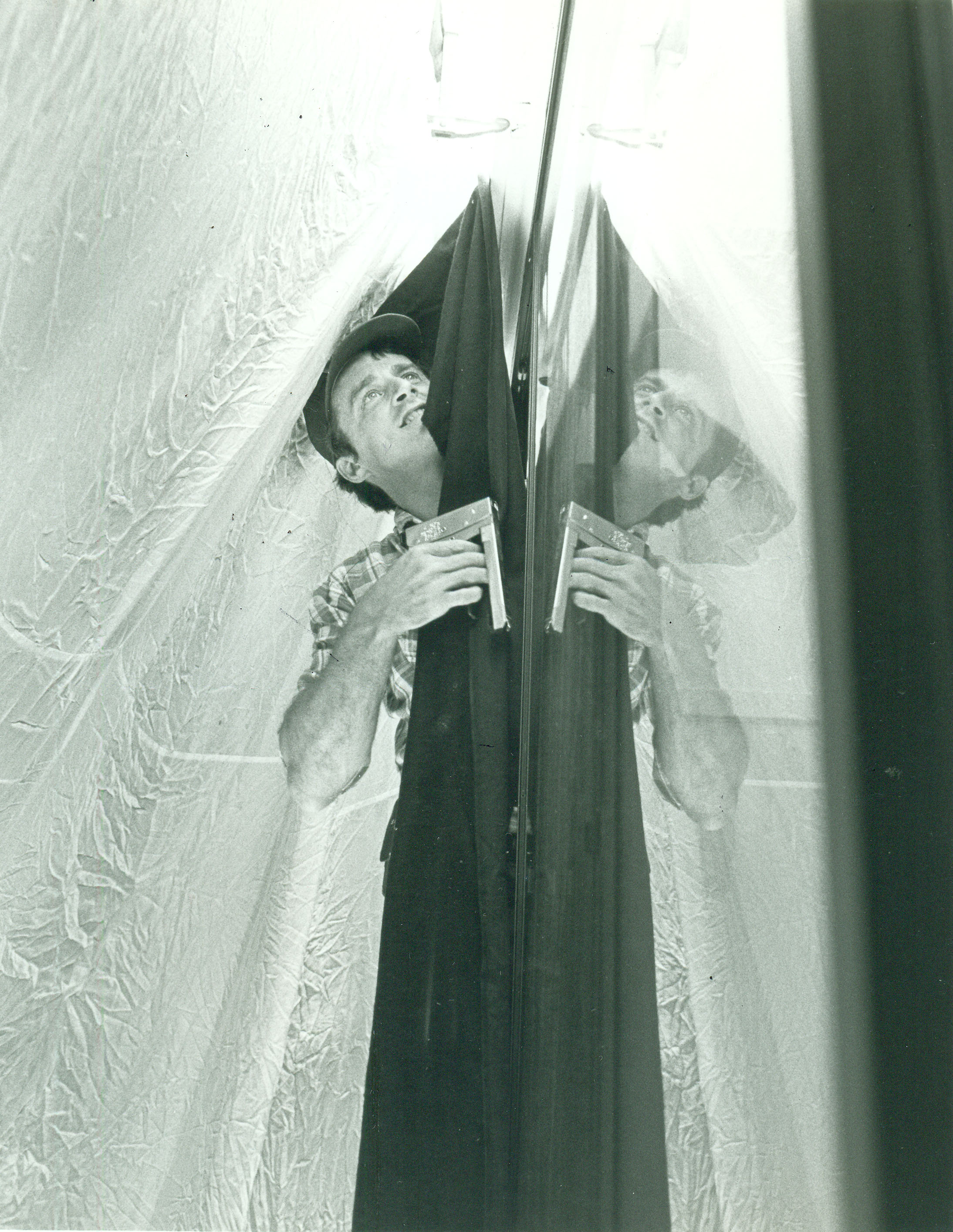
Гаффер Патрік Шелленбергер на знімальному майданчику Dim Sum: A Little Bit of Heart

Гаффер (англ. Gaffer) або головний технік з освітлення (англ. Chief lighting technician) — у знімальних і телевізійних групах відповідальний за виконання (а іноді й дизайн) плану освітлення для виробництва.

## Етимологія
Існує кілька можливих пояснень історії терміна «гаффер».
Однією з версій є те, що цей термін спочатку стосувався переміщення верхнього обладнання, або до електрики та в театрах епохи Шекспіра, освітлювальних жалюзі для контролю рівня освітлення за допомогою довгої жердини з широким гаком на кінці, який називався гаф.
Інше потенційне походження — як скорочення від англійського слова godfather (хрещений батько), яке спочатку застосовувалося сільськими жителями до літнього чоловіка або того, чиє становище давало йому право на повагу; жіночим еквівалентом було «гаммер», скорочення від «godmother» (хрещена мати). Обидва слова зустрічаються в комічній п'єсі «Голка Гаммера Гертона», надрукованій у 1575 році, але, можливо, написаній раніше.
За іншою версію терміном «гаффер» позначали майстра або губернатора, а до 1841 року він застосовувася до бригадирів і наглядачів груп робітників.
У будь-якому випадку, з 1920-х років він застосовувався саме для позначення головного електрика на знімальному майданчику. Оксфордський словник англійської мови містить цитату з журналу Picture Play 1926 року, а також цей термін використовується в книзі про кіновиробництво 1929 року.

## Функції
Гаффер відповідає за управління освітленням, включаючи відповідні ресурси, такі як робоча сила, освітлювальні прилади та електричне обладнання під керівництвом оператора-постановника або директора з освітлення (на телебаченні).
У гаффера зазвичай є помічник, якого називають «кращим хлопцем», і, залежно від об'єму роботи, члени бригади, яких називають «техніками з освітлення» або «електриками», хоча не всі вони мають освіту електриків у звичайному розумінні цього слова.

## Гафферна стрічка
Назва посади пояснюється асоціацією з гафферною стрічкою, міцною клейкою стрічкою на тканинній основі, яка використовується в кіно- та телеіндустрії. Гафферна стрічка, як правило, використовується техніками з освітлення під наглядом гафера, а не безпосередньо ним самим. Багато інших типів стрічок також використовуються в промисловості, як-от паперова стрічка, чутлива до тиску стрічка (snot tape), ізоляційна стрічка, J-LAR та тканинна стрічка.